# Teutoburgerskoven
Teutoburgerskoven (tysk: Teutoburger Wald), der i dag kun sjældent benævnes ved sit gamle navn Osning, er en mellemhøj bjergkæde i delstaterne Niedersachsen og Nordrhein-Westfalen. 
Området forbindes med Varusslaget i 9.e.Kr. mellem romere og germanere. Nyere forskning afviser, at slaget kan have stået der og foreslår området ved Kalkriese nær Bramsche nord for Osnabrück i stedet. De turistmæssige trækplastre i området er Hermann-mindesmærket, naturseværdighederne Externstenene og Dörentherklippen med den siddende kvinde.
51°53′44″N 8°48′49″Ø / 51.89556°N 8.81361°Ø